# ウェアウルフ・バイ・ナイト
『ウェアウルフ・バイ・ナイト』（Werewolf by Night）は、マーベル・スタジオが製作するアメリカ合衆国のインターネットテレビスペシャルである。2022年10月7日にDisney+にて配信開始された。監督はマイケル・ジアッチーノ、出演はガエル・ガルシア・ベルナル。
マーベル・コミックの同名のキャラクターをもとにしている。 
本作は1930-40年代のホラー映画をモチーフとしており、本放送に際してはモノクロで配信されたが、その翌年の2023年にはカラー版が配信された。

## あらすじ
この世には、スーパーヒーローたちだけでなく、モンスターたちもいた。モンスターハンターの一族・ブラッドストーン家の家長ユリシーズは自分の苗字と同じ名前を持つ神秘的な武器「ブラッドストーン」を以てモンスターたちを倒してきた。
ある日彼が亡くなり、告別式の場には「ブラッドストーン」を手に入れようとするために世界中からモンスターハンターたちが集まった。そのモンスターを倒すことで「ブラッドストーン」は手に入るが、それが手に入るのは一人だけだった。
一方、ユリシーズの娘であるエルサはその石を継承するはずだったが、継母との折り合いの悪さから20年もの間疎遠になっていた。久方ぶりに帰郷したところ、戦いに巻き込まれる。また、ウェアウルフ・バイ・ナイト (キャラクター)は仲間のモンスターマンシング（愛称：テッド）を助けるために告別式に来ていたことが明かされる。

## キャスト
ジャック・ラッセル/ウェアウルフ・バイ・ナイト
演 - ガエル・ガルシア・ベルナル、日本語吹替 - 高橋広樹
人狼になる呪いをかけられたモンスターハンター。
エルサ・ブラッドストーン
演 - ローラ・ドネリー、日本語吹替 - 小林ゆう
ユリシーズの娘で、父親とは疎遠になっているほか、一家の狩りの伝統を嫌っている。
ヴェルーサ・ブラッドストーン
演 - ハリエット・サンソム・ハリス、日本語吹替 - 小宮和枝
モンスターハンターで構成される秘密グループのリーダーであるユリシーズの妻。
ビリー・スワン
演 - アル・ハマチャー
モンスターハンターの一人。
リンダ
演 - ユージェニー・ボンデュラント
モンスターハンターの一人。
ジョヴァン
演 - カーク・サッチャー、日本語吹替 - ふくまつ進紗
モンスターハンターの一人。
サイモン
演 - レオナルド・ナム
モンスターハンターの一人。
ジェイク・ゴメス
演 - ジェイコブ・マヤ
マンシング
演 - ケイシー・ジョーンズ
沼のクリーチャー。
この他に、ダニエル・J・ワッツも非公開の役でキャスティングされている。また、ユリシーズ・ブラッドストーンも登場する。

日本語吹替その他：橋本信明、ボルケーノ太田、小野寺悠貴、小林操、野坂尚也、斉藤あんり
日本語版制作スタッフ 演出：日向泰祐、翻訳：佐藤恵子、録音制作：東北新社

## 制作

### メイキング番組

#### 『ウェアウルフ・バイ・ナイトの裏側』(2022)
ドキュメンタリー監督：アンソニー・ジアッチーノ

## 評価
ライターの田中隆信は「WEBザ・テレビジョン」に寄せた記事の中で、オープニングでスーパーヒーローたちの世界と比較するような描写があった点から「同じ世界ではないが隣り合わせの関係にいあるのではないか」と推測しており、他作品とのつながりから、本作を起点にマーベル・シネマティック・ユニバースが新たな広がりが生まれることを期待している